# Syllegomydas claripennis
Syllegomydas claripennis är en tvåvingeart som beskrevs av Becker 1906. Syllegomydas claripennis ingår i släktet Syllegomydas och familjen Mydidae.
Artens utbredningsområde är Tunisien. Inga underarter finns listade i Catalogue of Life.